# Sánchez y Carbonell
Sánchez y Carbonell (anteriormente conocido como Torres y Reyes en su primera temporada, como Alaska y Coronas en la segunda y Alaska y Segura en la tercera) es un programa de televisión emitido en La 2 y La 1 entre 2013 y 2020.

## Equipo

### Presentadores
- Pablo Carbonell (2020)
- Elena Sánchez (2020)

### Presentadores antiguos
- Joaquín Reyes (2013)
- Mara Torres (2013)
- Javier Coronas (2014)
- Alaska (2014 - 2015)
- Santiago Segura (2015)

| Presentadores    | Profesión                               | Temporadas  | Temporadas                                                 | Temporadas | Temporadas |  |  |
| Presentadores    | Profesión                               | 1 (2013)    | 2 (2014)                                                   | 3 (2015)   | 4 (2020)   |  |  |
| ---------------- | --------------------------------------- | ----------- | ---------------------------------------------------------- | ---------- | ---------- |  |  |
| Presentadores    | Profesión                               | Mara Torres | Periodista, escritora y presentadora de radio y televisión |            |            |  |  |
| Joaquín Reyes    | Humorista, actor y dibujante            |             |                                                            |            |            |  |  |
| Alaska           | Cantante, actriz y presentadora         |             |                                                            |            |            |  |  |
| Javier Coronas   | Humorista y presentador de televisión   |             |                                                            |            |            |  |  |
| Santiago Segura  | Director, guionista y actor de cine     |             |                                                            |            |            |  |  |
| Elena S. Sánchez | Periodista y presentadora de televisión |             |                                                            |            |            |  |  |
| Pablo Carbonell  | Cantante, actor y humorista             |             |                                                            |            |            |  |  |

## Secciones
- Enjuto Mojamuto
- Router 66
- Bandaparte
- Masterclass

## Episodios
| Temporada | Temporada | Episodios | Estreno                  | Final                   | Audiencia media | Audiencia media | Audiencia media |
| Temporada | Temporada | Episodios | Estreno                  | Final                   | Espectadores    | Cuota           |                 |
| --------- | --------- | --------- | ------------------------ | ----------------------- | --------------- | --------------- | --------------- |
|           | 1         | 13        | 26 de septiembre de 2013 | 19 de diciembre de 2013 | 258 000         | 1,4%            |                 |
|           | 2         | 13        | 12 de febrero de 2014    | 7 de mayo de 2014       | 305 000         | 1,5%            |                 |
|           | 3         | 13        | 23 de febrero de 2015    | 25 de mayo de 2015      | 298 000         | 4,3%            |                 |
|           | 4         | 9         | 16 de enero de 2020      | 12 de marzo de 2020     | 237 000         | 1,6%            |                 |
| Total     | Total     | 48        | 2013                     | 2020                    | 287 000         | 2,4%            |                 |

### Primera temporada: Torres y Reyes (2013)
El programa, presentado por la periodista Mara Torres y el humorista Joaquín Reyes, comienza su emisión el día 26 de septiembre de 2013 en las noches de los jueves en La 2 de TVE. Es un talk show realizado en directo, desde los Estudios Buñuel, en el que se juega con el humor, las entrevistas, el debate, los monólogos, la música en vivo y otras sorpresas que van apareciendo a lo largo del programa.
| N.º (serie) | N.º (temp.) | Título                           | Fecha de emisión         | Audiencia      |
| ----------- | ----------- | -------------------------------- | ------------------------ | -------------- |
| 1           | 1           | «ke zuculemto»                   | 26 de septiembre de 2013 | 321 000 (1,8%) |
| 2           | 2           | «CTRL + Z»                       | 3 de octubre de 2013     | 328 000 (1,9%) |
| 3           | 3           | «La red infiel»                  | 10 de octubre de 2013    | 322 000 (1,8%) |
| 4           | 4           | «La revolución no será tuiteada» | 17 de octubre de 2013    | 178 000 (1,0%) |
| 5           | 5           | «Música para camaleones»         | 24 de octubre de 2013    | 218 000 (1,2%) |
| 6           | 6           | «Perder los papeles»             | 31 de octubre de 2013    | 253 000 (1,5%) |
| 7           | 7           | «La vida en un tuit»             | 7 de noviembre de 2013   | 200 000 (1,1%) |
| 8           | 8           | «Saben quién eres»               | 14 de noviembre de 2013  | 286 000 (1,5%) |
| 9           | 9           | «Ciudadano APP»                  | 21 de noviembre de 2013  | 237 000 (1,3%) |
| 10          | 10          | «Homo interruptus»               | 28 de noviembre de 2013  | 229 000 (1,3%) |
| 11          | 11          | «Generación Youtuber»            | 5 de diciembre de 2013   | 262 000 (1,5%) |
| 12          | 12          | «El médico en la red»            | 12 de diciembre de 2013  | 248 000 (1,4%) |
| 13          | 13          | «La rebelión de las cosas»       | 19 de diciembre de 2013  | 276 000 (1,6%) |

### Segunda temporada: Alaska y Coronas (2014)
Alaska y Javier Coronas presentan esta segunda temporada en La 2 de TVE, La cual da comienzo el 12 de febrero de 2014 bajo la dirección de Santiago Tabernero. La artista y el showman son los responsables de conducir una combinación de contenidos periodísticos y sentido del humor con ingredientes de la temporada anterior y nuevas propuestas.
| N.º (serie) | N.º (temp.) | Título                           | Fecha de emisión      | Audiencia      |
| ----------- | ----------- | -------------------------------- | --------------------- | -------------- |
| 14          | 1           | «No parece española»             | 12 de febrero de 2014 | 459 000 (2,2%) |
| 15          | 2           | «Retrato de Cibeles con ARCO»    | 19 de febrero de 2014 | 284 000 (1,4%) |
| 16          | 3           | «Elogio de la máscara»           | 26 de febrero de 2014 | 316 000 (1,5%) |
| 17          | 4           | «Mujeres al borde»               | 5 de marzo de 2014    | 278 000 (1,3%) |
| 18          | 5           | «Mi selfie y yo»                 | 12 de marzo de 2014   | 277 000 (1,4%) |
| 19          | 6           | «Modern Family»                  | 19 de marzo de 2014   | 337 000 (1,7%) |
| 20          | 7           | «¿Quién mató a Laura Palmer?»    | 26 de marzo de 2014   | 244 000 (1,2%) |
| 21          | 8           | «La caja lista»                  | 2 de abril de 2014    | 434 000 (2,2%) |
| 22          | 9           | «Permítame que me ría»           | 9 de abril de 2014    | 309 000 (1,6%) |
| 23          | 10          | «Cómo pudiste hacerme esto a mí» | 16 de abril de 2014   | 217 000 (1,2%) |
| 24          | 11          | «Sexo, drogas y rock and roll»   | 23 de abril de 2014   | 309 000 (1,7%) |
| 25          | 12          | «Indies y vaqueros»              | 30 de abril de 2014   | 146 000 (0,8%) |
| 26          | 13          | «Apoteosis»                      | 7 de mayo de 2014     | 357 000 (1,9%) |

### Tercera temporada: Alaska y Segura (2015)
“Alaska y Segura” comienza su emisión a finales de febrero de 2015, compartiendo con sus predecesores los mismos pilares: la dirección de Santiago Tabernero, una estructura con entrevistas y secciones fijas, una pareja a cargo de las tareas de presentación —Alaska, que repetía, y Santiago Segura (en sustitución de Javier Coronas)—. Sin embargo, esta temporada salta del prime time de La 2 al late night de La 1.
| N.º (serie) | N.º (temp.) | Título                              | Fecha de emisión      | Audiencia      |
| ----------- | ----------- | ----------------------------------- | --------------------- | -------------- |
| 27          | 1           | «El golpe»                          | 23 de febrero de 2015 | 512 000 (6,0%) |
| 28          | 2           | «Sonrisas y lágrimas»               | 2 de marzo de 2015    | 422 000 (5,3%) |
| 29          | 3           | «Regresa al futuro»                 | 9 de marzo de 2015    | 479 000 (5,1%) |
| 30          | 4           | «Mal gusto»                         | 16 de marzo de 2015   | 542 000 (5,0%) |
| 31          | 5           | «Sospechosos habituales»            | 23 de marzo de 2015   | 473 000 (3,8%) |
| 32          | 6           | «Karaoke Kid»                       | 30 de marzo de 2015   | 182 000 (3,5%) |
| 33          | 7           | «Fan Fatal»                         | 6 de abril de 2015    | 206 000 (3,7%) |
| 34          | 8           | «La ley de la calle»                | 13 de abril de 2015   | 155 000 (3,1%) |
| 35          | 9           | «La bola de cristal»                | 20 de abril de 2015   | 190 000 (4,3%) |
| 36          | 10          | «La noche de los muertos vivientes» | 4 de mayo de 2015     | 205 000 (2,8%) |
| 37          | 11          | «La primera vez»                    | 11 de mayo de 2015    | 173 000 (4,4%) |
| 38          | 12          | «Danzad malditos»                   | 18 de mayo de 2015    | 208 000 (5,5%) |
| 39          | 13          | «Viva Buñuel»                       | 25 de mayo de 2015    | 130 000 (3,0%) |

### Cuarta temporada: Sánchez y Carbonell (2020)
Sánchez y Carbonell supone la vuelta del formato a la televisión pública casi cinco años después de su final. Siguiendo el estilo de las anteriores temporadas, el espacio vuelve al horario estelar de La 2, esta vez bajo la conducción de Elena Sánchez y Pablo Carbonell.
| N.º (serie) | N.º (temp.) | Título                   | Fecha de emisión      | Audiencia      |
| ----------- | ----------- | ------------------------ | --------------------- | -------------- |
| 40          | 1           | «Directísimo»            | 16 de enero de 2020   | 209 000 (1,6%) |
| 41          | 2           | «Por un puñado de Goyas» | 23 de enero de 2020   | 190 000 (1,3%) |
| 42          | 3           | «Fin del mundo»          | 30 de enero de 2020   | 218 000 (1,6%) |
| 43          | 4           | «Pueblo»                 | 6 de febrero de 2020  | 268 000 (2,0%) |
| 44          | 5           | «Amor»                   | 13 de febrero de 2020 | 237 000 (1,8%) |
| 45          | 6           | «Spoiler»                | 20 de febrero de 2020 | 256 000 (1,6%) |
| 46          | 7           | «Felicidad»              | 27 de febrero de 2020 | 226 000 (1,4%) |
| 47          | 8           | «Mujeres»                | 5 de marzo de 2020    | 296 000 (1,7%) |
| 48          | 9           | «Barrio»                 | 12 de marzo de 2020   | 231 000 (1,3%) |